# Turturduvor
Turturduvor (Streptopelia) är ett fågelsläkte i familjen duvor inom ordningen duvfåglar. Släktet omfattar 15 arter med utbredning i stora delar av Europa, Afrika och Asien, i sydost till Små Sundaöarna:
- Sundaduva (S. bitorquata)
- Filippinduva (S. dusumieri)
- Amarantduva (S. tranquebarica)
- Större turturduva (S. orientalis)
- Turturduva (S. turtur)
- Mörk turturduva (S. lugens)
- Adamawaduva (S. hypopyrrha)
- Vinduva (S. vinacea)
- Savannduva (S. capicola)
- Rödögd duva (S. semitorquata)
- Sorgduva (S. decipiens)
- Turkduva (S. decaocto)
- Burmaduva (S. xanthocycla)
- Flodduva (S. reichenowi)
- Skrattduva (S. roseogrisea)

Pärlhalsduva (Spilopelia chinensis), palmduva (S. senegalensis) och madagaskarduva (Nesoenas picturatus) placeras ofta också i Streptopelia. DNA-studier visar dock att arterna faktiskt är närmare släkt med duvorna i Columba än med övriga arter i Streptopelia.